# ライヒェナウ島
ライヒェナウ島 （ライヒェナウとう、Insel Reichenau）は、ドイツ・バーデン＝ヴュルテンベルク州のコンスタンツ湖に浮かぶ島。ライヘナウ島とも記される。 コンスタンツ市のほぼ西側にある。島は人工の道で本土とつながっている。2000年にユネスコの世界遺産に登録された。島にはライヒェナウ修道院が建つ。修道院内の主聖堂は、中修道院（Mittelzell）の聖母マリアと聖マルコに捧げられたものである（マリエンミュンスターとも呼ばれる）。他に、上修道院（Oberzell）の、聖ゲオルクの聖遺物を奉納したザンクト・ゲオルク教会、下修道院（Niederzell）の聖ペトロと聖パウロに献堂された教会がある。ライヒェナウの有名な芸術作品には、10世紀から残るオットー朝ルネサンス期（ザクセン王朝の神聖ローマ帝国時代の様式）の『キリストの奇跡』の壁画が含まれる。
修道院の代官所は2階建ての石造りの建物で、2階より上の階は14世紀に半木造建築からなっている。これは南ドイツにおける半木造建築で古い物の一つである。
修道院周囲に広大に広がる土地を所有しているのは、修道院にちなんで名付けられた村、ライヒェナウである。
現在、島は野菜とワイン生産で有名である。島の近隣には大きな湿地帯Wollmatinger Riedが広がり、渡り鳥の休息地となっている。

## 歴史
元来この島は “SINTLAZAU“ と記されていたが、修道僧らが8世紀に “augia“  “OW“ と呼ぶようになり、11世紀にそこから “Reichen OW“ すなわち “Reichenau“ の表記が生まれた 。
ベネディクト会派のライヒェナウ修道院は、 ムーア人侵攻を受けたスペインを逃れ、諸国を巡回していた聖ピルミニウス（Pirminius）によって724年に建立された。彼はカール・マルテルやアハロフィンガー伯、シュヴァーベン公などの庇護を受けていたが、727年には、カロリング家と対立する近隣貴族の叛乱の際にライヒェナウを追われた。彼の後を継いだハットはホーエンツォレルン伯の縁者で、修道院はそのために潤沢な資金が注がれて華やかな地位を獲得した。736年頃から782年まで続いた、ライヒェナウ修道院長とコンスタンツ司教の兼務期間の後、ライヒェナウ修道院はカール大帝の治下、帝妃ヒルデガルト（Hildegard）の兄弟ゲーロルト（Gerold）らの後援を受けてフランク王国の大修道院の一つになった。
786年から-806年まで修道院長を務めたヴァルド（Waldo）は、カール大帝の有力な側近であり、大帝の子息イタリア王ピピン（カールマン；810年没）の師傅を務め、806年にはパリ郊外の サン・ドニ修道院の院長に任ぜられた。ヴァルドの弟子ハイト（Heito；802年以降バーゼル司教）がその後継者となったが、彼の王室に対する影響力も大きかった。ハイトは810年/811年ランゴバルト伯Aioとともに、カールの皇帝承認交渉のためにビザンチンに派遣されている。彼はまた、カールの遺言状に署名している。ハイトは、824年『ヴェッティの幻視』（Visio Wettini）を著わした。この頃に遡る重要文書として、50以上の兄弟修道院に属する総計約4万の修道僧名を記す名簿やザンクト・ガレン修道院の設計図が作成されている。
ルートヴィヒ1世（敬虔王）によって修道院長に任じられたヴァーラフリート・ストラーボ（Walahfrid Strabo；任：838年-849年中断あり）は、修道院の薬草を歌う詩などを著わした詩人でもあり、聖書の注解や聖人伝を著述した学者でもあった。 
896年頃、マインツ大司教を兼務していた修道院長ハット3世は、聖ゲオルク教会を建造したが、この教会の壁にはオットー朝時代に『キリストの奇跡』が描かれることになる。
9世紀に100人を超えていた修道僧の数は（850年頃134人）、10世紀中に減少傾向に入っていく（940年頃96人）。この頃から貴族の子弟にのみ修道院入りが許されるようになっていたからである。
830年にヴェローナの司教Ratoldが修道院にもたらした聖遺物は聖マルコのそれであるとコンスタンツ司教が承認し、聖遺物崇敬の機運を高めることに成功する。998年修道院長 Alawich 2世は市場開設権（Marktrecht）を獲得している。
修道院は、湖上を渡る困難なルートである、ドイツ＝イタリア間の南北に伸びる幹線道路沿いにあった。ライヒェナウ修道院内には神学校、写字室、工房が建てられた。神聖ローマ帝国に属するこの場所は、10世紀後半から11世紀後半にかけて、色模様・飾り文字で飾られたきらびやかな写本を生み出す芸術的影響を持つ場所となった。「バンベルクの黙示録」（'Bamberger Apokalypse'）や神聖ローマ皇帝ハインリヒ2世のための「ハインリヒ2世の福音書」（'das Evangeliar Heinrichs II.'）等多数の傑作が作成され現存するが、収蔵地はバンベルク、ミュンヘン等である。ライヒェナウ修道院は、ザンクト・ガレン修道院とともに古典テクスト保存に果たした貢献も多大である。「オウィディウスの『変身物語』（Metamorphoses）や『恋愛術』（Ars amatoria）、シリウス・イタリクスの著作や、セネカの『自然研究』（Naturales quaestiones）というような珍しい作品もライヒェナウや近隣の学術中心地にあったと記録されている」。
修道院は院長ベルノ（1008年-1048年、院長：1030-1048）の代に絶頂期を迎えた。傑出した学者ヘルマヌス・コントラクトゥスもこの地で活躍していた。しかし、11世紀半ば以降、ローマ教皇グレゴリウス7世の限定的改革、近隣のライバルザンクト・ガレン修道院の台頭があり、修道院の重要性は次第に失われていった。
1540年、マルクス・クネーリンゲン（Markus Knöringen）は修道院長の地位をコンスタンツ司教に譲渡し、ライヒェナウは同司教管理下の修道分院（Priorat）となった。教皇 ベネディクト14世は1757年修道分院を廃止し、1803年司教領としてのライヒェナウは世俗化された。
修道院の土地は世俗化され（1757年に始まり1803年に完了）、侵攻したナポレオンによって聖職者たちは放逐された。ライヒェナウの栄光の一部である書庫は、カールスルーエ州立図書館（Landesbibliothek Karlsruhe）として保存された。『バイエルン地誌』（:en:Geographus Bavarus）やその他多くの重要な記録はミュンヘンのバイエルン州立図書館で見つかった。2001年から、ベネディクト会派の信仰共同体は、ニーダーツェルで再建された。

ライヒェナウ島 - Insel Reichenau
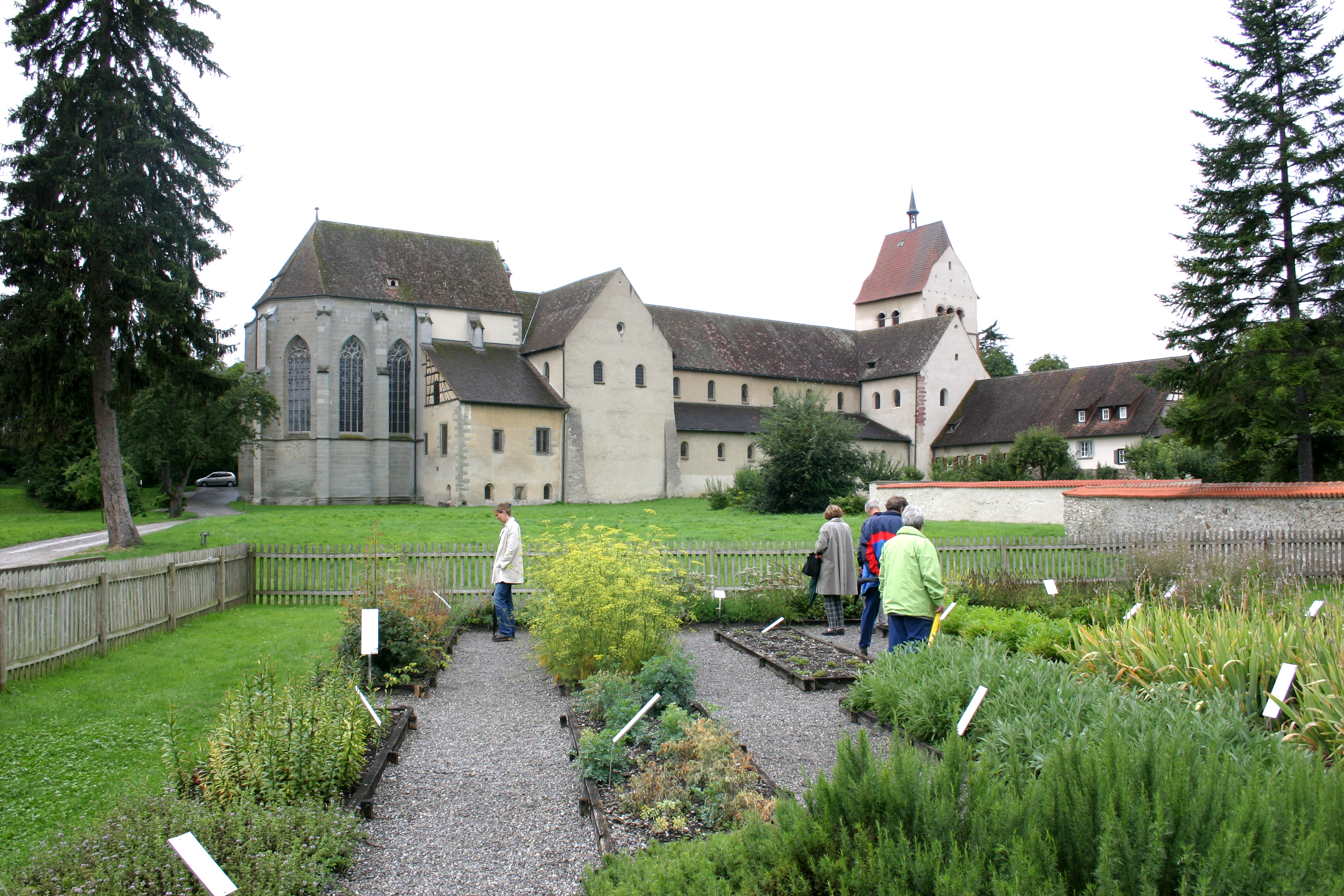
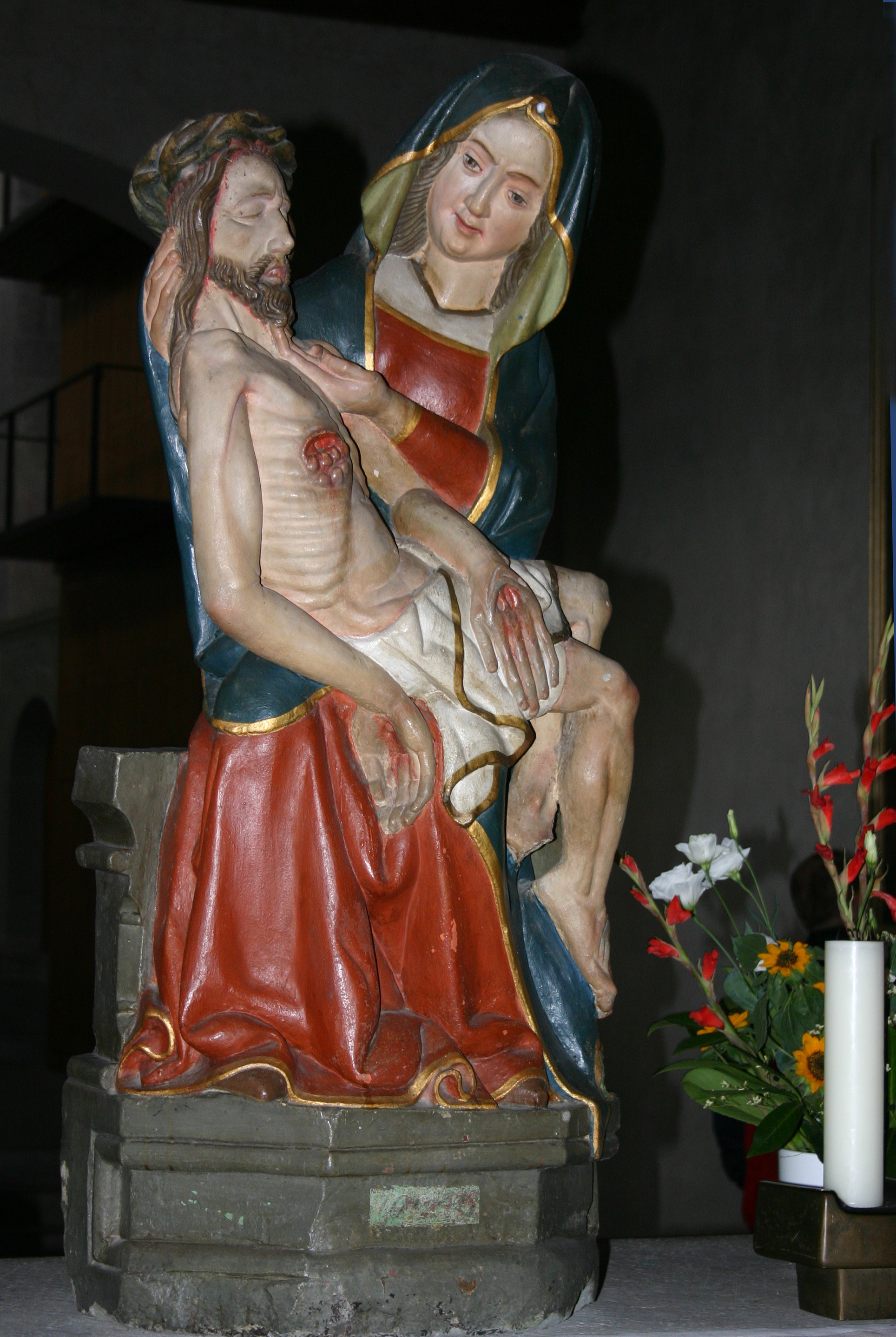
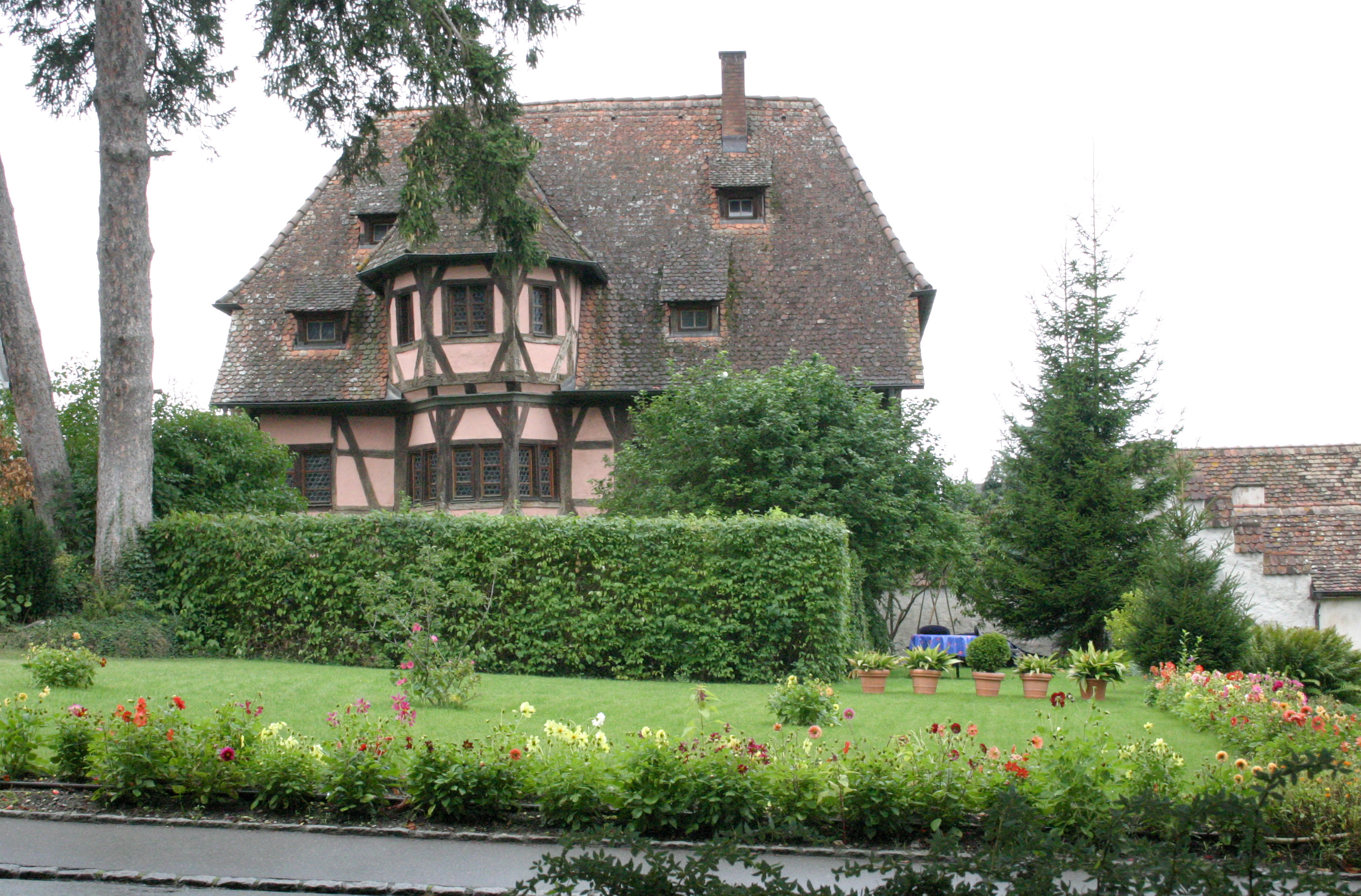
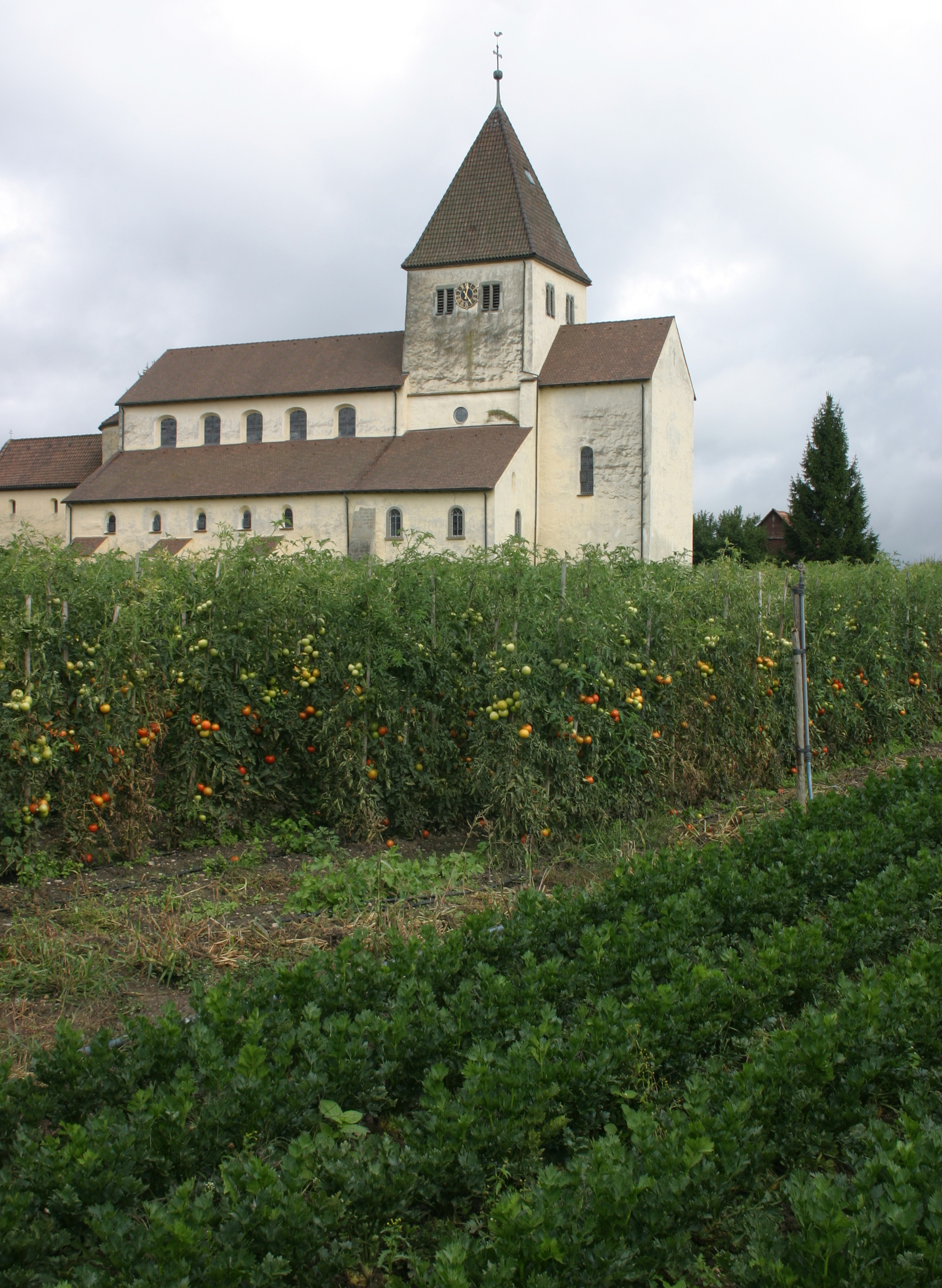
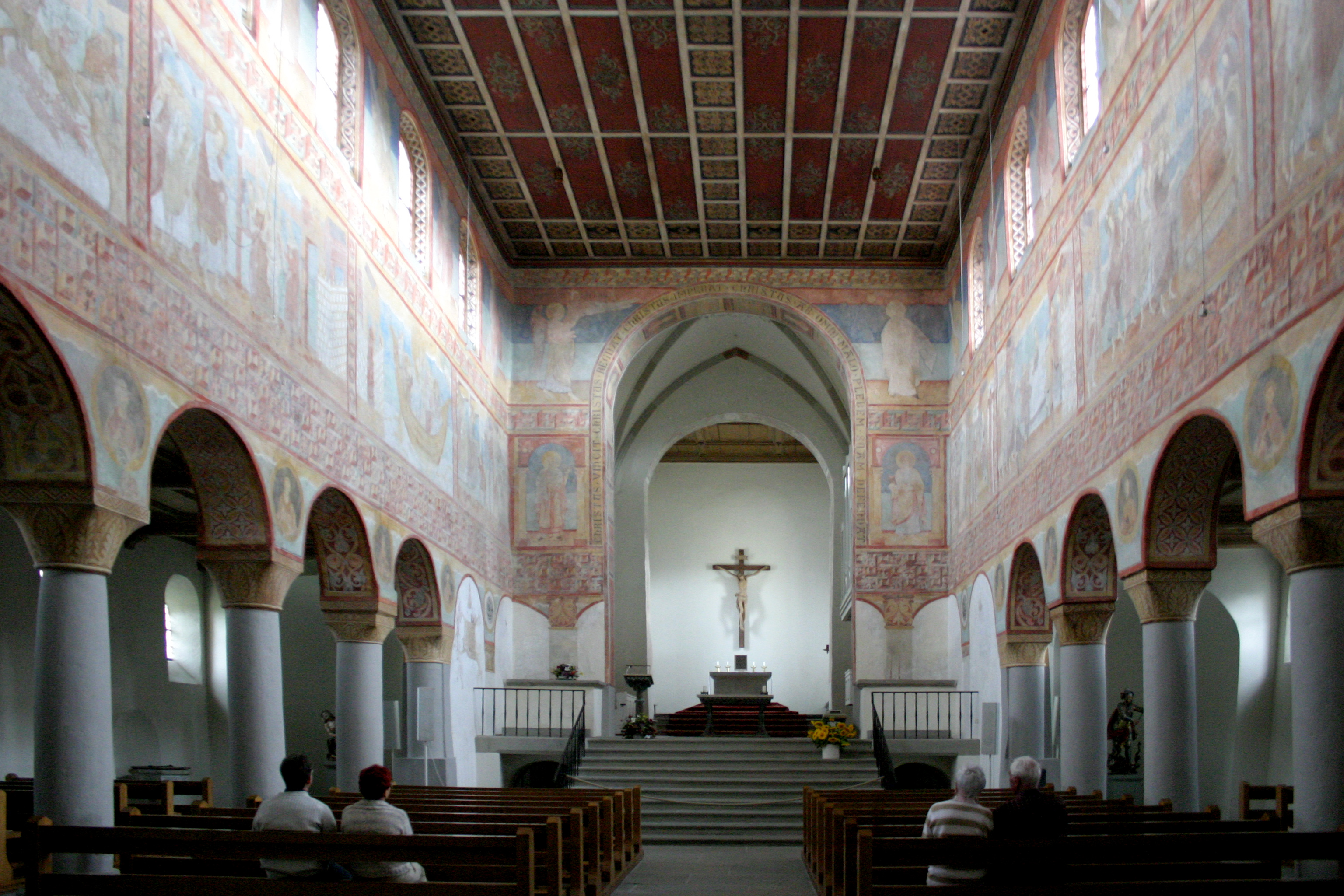
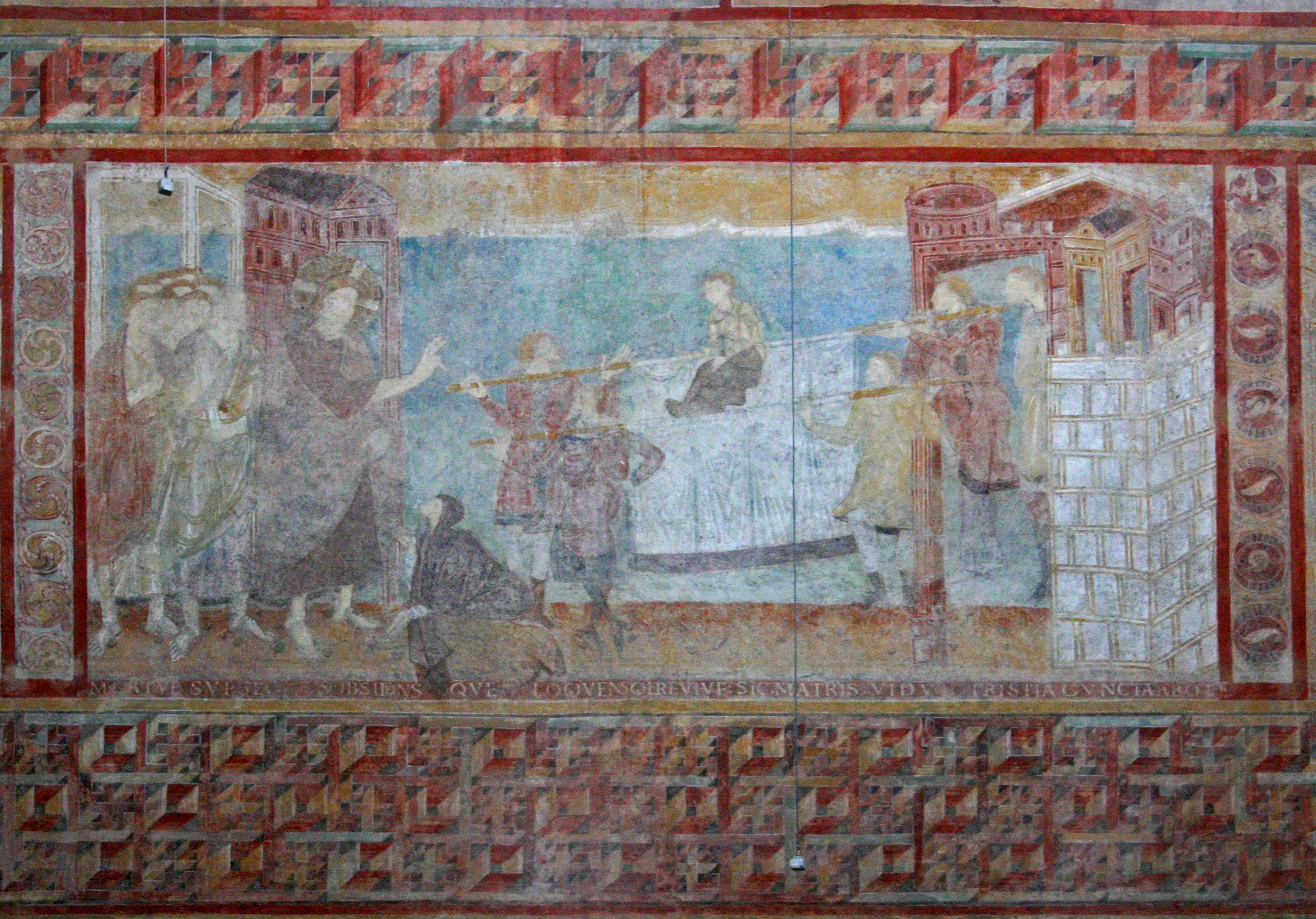
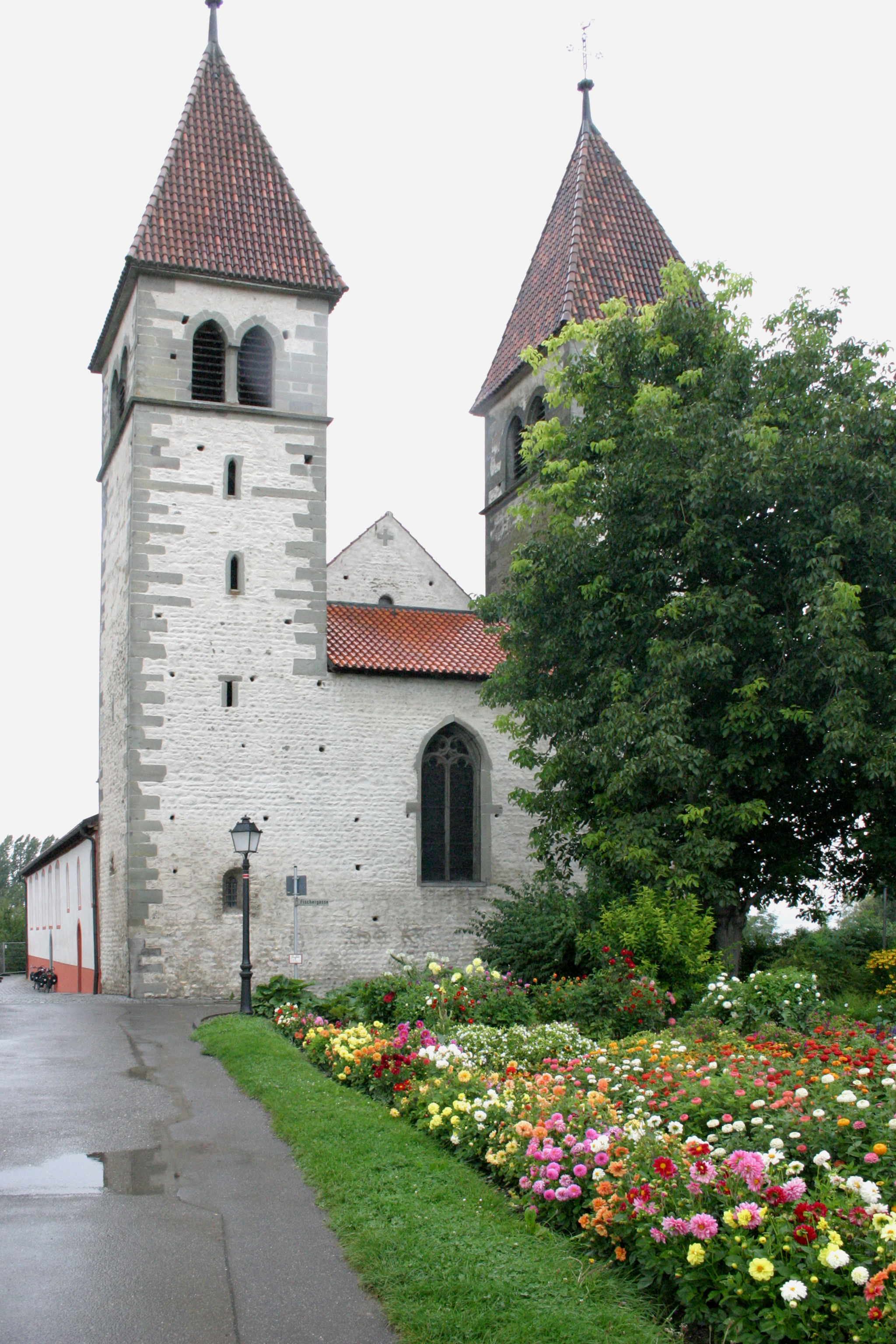
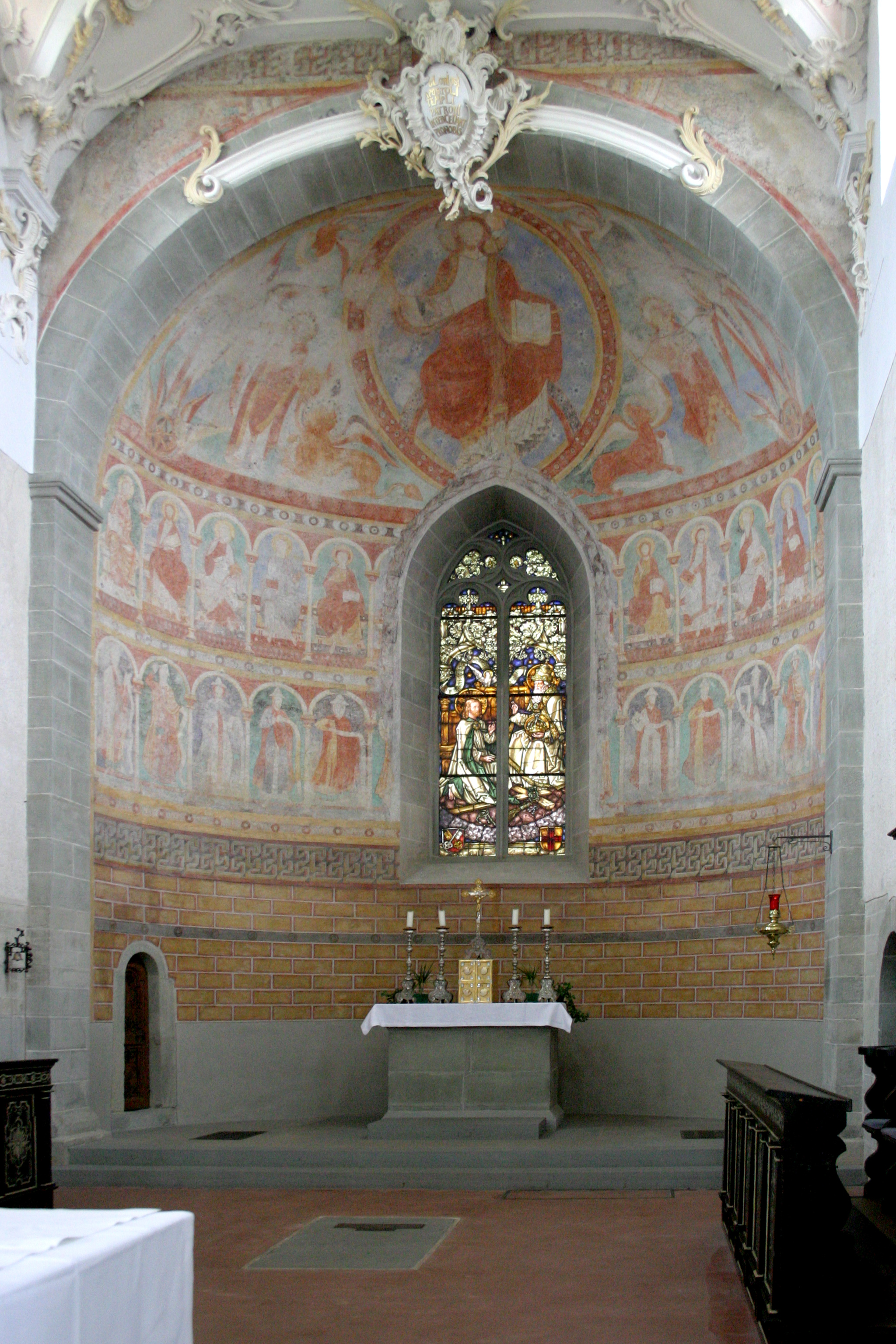

## 登録基準
この世界遺産は世界遺産登録基準のうち、以下の条件を満たし、登録された（以下の基準は世界遺産センター公表の登録基準からの翻訳、引用である）。
- (3) 現存するまたは消滅した文化的伝統または文明の、唯一のまたは少なくとも稀な証拠。
- (4) 人類の歴史上重要な時代を例証する建築様式、建築物群、技術の集積または景観の優れた例。
- (6) 顕著で普遍的な意義を有する出来事、現存する伝統、思想、信仰または芸術的、文学的作品と直接にまたは明白に関連するもの（この基準は他の基準と組み合わせて用いるのが望ましいと世界遺産委員会は考えている）。